# 이병노
이병노(李炳㯭, 1960년 2월 14일~)는 대한민국의 정치인이다. 제44대 담양군수이다.

## 생애
담양군 금성면 봉황리에서 태어났다. 초등학교 시절에는 농부인 부모를 도와 소 여물주기를 거들며 낫으로 풀베기를 하였고, 달리기 육상선수로 활동하였다.
지방행정공무원으로 40여년 간 근무하였으며 담양군청 자치혁신국장, 투자유치단장, 농식품유통소장 등을 지냈다.

## 선거구민에게 금품 제공
제8회 지방선거에 담양군수 후보자로 출마한 이병노는 2022년 3월 6일 지인에게 조의금을 건네 불법 기부행위를 하고, 선거캠프 차원에서 지역구 주민들에게 음식을 대접하며 선거 운동을 한 선거운동원 8명이 수사받는 과정에 1인당 220만원 상당의 변호사 선임료를 대납하여 선거운동 관련 이익제공하였다는 정황을 받고 있다.
2022년 11월 29일광주지방검찰청은 이병노를 현금 제공 기부행위 등 범죄사실로 불구속 기소하였다.

## 학력
- 1972.02.	금성남초등학교
- 1975.01.	금성중학교
- 1978.01.	담양종합고등학교
- 2021.02.	학점은행제 (행정학과 / 학사)

## 경력
- 담양군청 자치혁신국장
- 더불어민주당 전라남도당 담양군 지역위원회 부위원장
- 담양뉴비전연구소 소장
- 2022.07. ~ 2025. 02. : 제44대 민선 8기 전라남도 담양군수

## 역대 선거 결과
| 실시년도 | 선거      | 대수 | 직책 | 선거구      | 정당         | 득표수   | 득표율          | 순위 | 당락 | 비고           |
| -------- | --------- | ---- | ---- | ----------- | ------------ | -------- | --------------- | ---- | ---- | -------------- |
| 2022년   | 지방 선거 | 44대 | 군수 | 전남 담양군 | 더불어민주당 | 14,653표 | \| \| 56.73% \| | 1위  |      | 초선, 민선 8기 |
|          | 56.73%    |      |      |             |              |          |                 |      |      |                |